# موري دياو
موري دياو (بالفرنسية: Mory Diaw)‏ هو لاعب كرة قدم فرنسي في مركز حراسة المرمى، ولد في 22 يونيو 1993 في بواسي في فرنسا. لعب مع أكاديمية باريس سان جيرمان وباريس سان جيرمان ومافرا.

## وصلات خارجية
- موري دياو على موقع إي إس بي إن إف سي (الإنجليزية)
- موري دياو على موقع قاعدة بيانات كرة القدم.إي يو (الإنجليزية)
- موري دياو على موقع ليكيب (الفرنسية)
- موري دياو على موقع Soccerbase.com (لاعب) (الإنجليزية)
- موري دياو على موقع Soccerway.com (الإنجليزية)
- موري دياو على موقع عالم كرة القدم.نت (الإنجليزية)
- موري دياو على موقع AS.com (الإسبانية)